# Peltapaurocephala conigera
Peltapaurocephala conigera är en insektsart som först beskrevs av Crawford 1919.  Peltapaurocephala conigera ingår i släktet Peltapaurocephala och familjen rundbladloppor. Inga underarter finns listade i Catalogue of Life.